# Parc quasi national d'Akiyoshidai
Le parc quasi national d'Akiyoshidai (秋吉台国定公園, Akiyoshidai Kokutei Kōen) est un parc quasi national situé dans l'ouest de l'île de Honshū au Japon, plus précisément dans la préfecture de Yamaguchi,. Créé le 1er novembre 1955, il s'étend sur 45,02 km2.
Le parc se situe sur le plateau d'Akiyoshi dont la superficie est de 130 km². Il s'agit d'un karst dans lequel se trouvent plus de 400 grottes creusées dans le calcaire dont la plus grande grotte du Japon, Akiyoshidō (秋芳洞). 
L'agence pour les affaires culturelles a attribué au parc le statut de monument naturel spécial. L'IUCN a déclaré la zone comme étant un paysage protégé de catégorie V. Comme tous les parcs quasi nationaux du Japon, le parc est géré par la préfecture.

## Géologie
Le plateau d'Akiyoshi se compose de strates de roche calcaire datant du Paléozoïque qui se sont épaissies sous l'effet d'un pli lors du mouvent orogénique d'Akiyoshidai. C'est l'érosion qui en a fait un karst dont le paysage est ondulé par de nombreuses dolines et des sommets calcaires pouvant atteindre jusqu'à 2 m de haut. Sous la surface se trouvent environ 400 grottes. Dans celles-ci, on a retrouvé de nombreux fossiles datant du Pléistocène de rhinocéros japonais, de stégodon, d'éléphants de Naumann ou encore de tigres.

## Akiyoshidō
Au sud d'Akiyoshidai se trouve la grotte Akiyoshidō, nommée ainsi par l'empereur Hirohito le 30 mai 1926 alors qu'il était encore prince. Cette grotte mesure 100 m de large pour 80 m de haut et est connectée à 8,79 km de passages, ce qui en fait la plus longue du Japon et l'une des plus longues d'Asie. Une section d'environ 1 km est ouverte au public dans le cadre d'un parcours de visite. Elle est équipée d'un système de pont, passe par le point le plus bas de la grotte et se termine par un ascenseur qui permet aux visiteurs de remonter à la surface. De nombreux spéléothèmes colorés de grande taille peuvent y être observés.

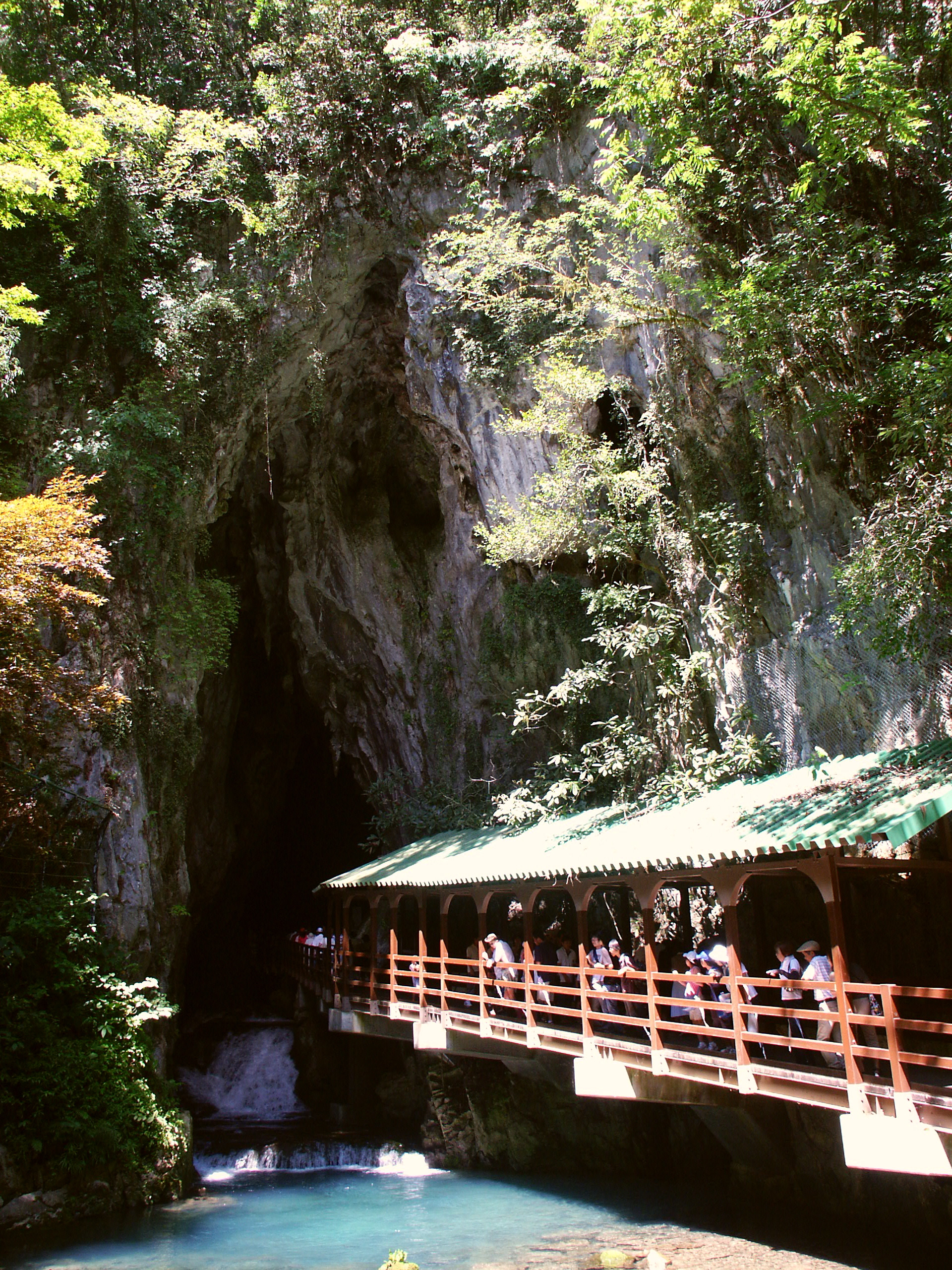
Grotte d'Akiyoshidō
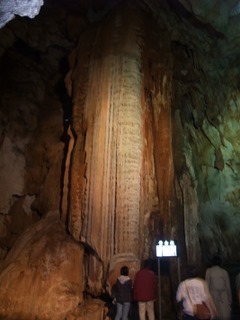
Stalactite surnommée « la colonne d'or »